# 프랜시스 스콧 키
프랜시스 스콧 키(Francis Scott Key, 1779년 8월 1일 – 1843년 1월 1일)은 미국 조지타운 출신의 변호사, 작가, 시인이다. 그는 미국의 국가인 《별이 빛나는 깃발》(영어: The Star-Spangled Banner)의 가사를 썼다.

## 생애
프랜시스 스콧 키는 법률가, 미국 독립 전쟁 시 대륙군 장교로 존 로스 키(John Ross Key) 대위의 아들로서 메릴랜드 프레드릭 군의 테라 루브라에 있는 농장에서 태어났다. 그의 아버지 존 로스 키는 법률가, 판사, 그리고 대륙군 장교였다. 그의 고조부 필립 키와 수재너 바톤 가디너는 모두 런던에서 태어나 1726년에 이민을 왔던 이민자였다.
키는 메릴랜드주 애너폴리스 세인트 존스 칼리지에서 법률을 공부했으며, 삼촌인 필립 바톤 키에서도 법률을 배웠다.
1818년부터 그가 죽는 1843년까지 키는 ‘미국 성경 협회’에 관여를 하였다.
키는 해방 노예를 아프리카로 보내기 위해 만들어진, ‘미국 식민지 협회’의 설립 멤버이자 현역 지도자였으나, 사실은 그의 생애 동안 노예 해방 운동을 반대하는 사람들을 변호하였고 노예를 소유하였다.

## 성조기
1812년 전쟁 당시 키는 영국군 포로 교환 대리인 존 스튜어트 스키너 대령을 동반하고서, 부총독 알렉산더 코크레인, 해군 준장 조지 콕번, 소장 로버트 로스 3인의 영국 장교의 손님으로 영국 함선 ‘토넌트 호’(HMS Tonnant)를 타고 식사를 하고 있었다. 스키너와 키는 포로 석방 협상을 위해 그곳에 있었다. 그들 중 한 명인 메릴랜드 어퍼 말보로에서 사는 상근 의사인 윌리엄 빈즈 박사는 난동을 부리는 함선 선원을 사사로이 체포한 후 영국군에서 체포되었다. 스키너와 키, 빈즈는 영국군 병력과 부대 위치에 익숙해졌기 때문에 볼티모어를 기습하려는 의도를 가진 영국군을 그들을 자신들의 배로 귀환하는 것을 허락하지 않았다. 결과적으로 이것으로 인해, 키는 1814년 9월 13일과 9월 14일에 25시간에 걸친 볼티모어 전투 중에 맥헨리 요새에 있는 미국 군에 대한 포격을 지켜볼 수 밖에 없었다.

## 같이 보기
- In God We Trust
- 미영 전쟁